# Anan
Anan és un municipi occità de Comenge a Gascunya, situat al departament de l'Alta Garona i a la regió d'Occitània.

## Geografia

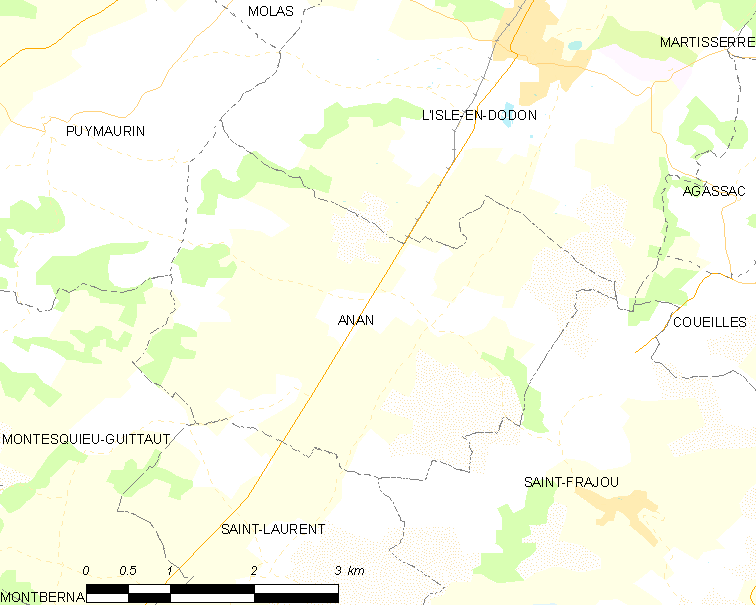
Mapa de la comuna de Anan

## Demografia

Població 1962-2008